# Jean-Élie Leriget de la Faye
Jean-Élie Leriget de la Faye est un militaire français, membre de l'Académie royale des sciences, né à Vienne le 15 avril 1671, et mort le 20 avril 1718 .

## Biographie
Il est le fils de Pierre Leriget, seigneur de La Faye, lecteur du duc de La Rochefoucauld en 1659 puis  secrétaire du roi en 1680 et receveur général des finances du Dauphiné, et d'Anne Hérault. Il a eu un frère cadet, Jean-François Leriget de La Faye. 
Les deux frères ont commencé par une carrière des armes, mais l'aîné a été formé aux éléments de géométrie par le Père Loup, Jésuite et habile mathématicien.
Jean-Élie Leriget de la Faye s'est enrôlé comme simple cavalier à 19 ans. Il commence par participer à la bataille de Fleurus. Peu de temps après, il entre dans les Mousquetaires du roi, puis devient enseigne dans le régiment des Gardes. Il est lieutenant dans l'armée du maréchal de Boufflers à la bataille d'Ekeren, près d'Anvers, en 1703, pendant la guerre de Succession d'Espagne. Il est nommé capitaine régiment des Gardes françaises par commission du 2 janvier 1704. Il participe à la bataille de Ramillies puis à la bataille d'Audenarde où il commande un bataillon. Il participe aux sièges de Douai et du Quesnoy.
Pendant ces campagnes, de La Faye a non seulement participé aux combats, mais a aussi réfléchi. Il a levé des plans, imaginait des machines pour passer des rivières, pour le transport des pièces d'artillerie et faisait des découvertes dans l'art de la guerre. Ces réflexions l'ont amené à les présenter au duc de Bourgogne, en particulier, « un projet pour enrégimenter un nombre d'ouvriers capables d'exécuter tous les ouvrages nécessaires à la guerre ». Mais la paix ayant été conclue, le projet n'a pas été exécuté.
La paix revenue, Jean-Élie Leriget de la Faye a pu se donner à son penchant pour les mathématiques, la mécanique et la physique expérimentale.
Le nouveau règlement de l'Académie royale des sciences fait par le Régent lui a permis de l'intégrer le 25 janvier 1716 comme associé libre. La première année il n'a été qu'assidu aux réunions de l'Académie. Il a commencé à présenter des mémoires de sa compositionlLa deuxième année. Son premier projet a été une machine à élever les eaux. Cette machine est présentée au tsar Pierre Ier quand il vient visiter l'Académie. Il a présenté un mémoire sur les Pierres de Florence. La mort l'a empêché d'avancer plus loin dans ses études.

## Famille
- Pierre Leriget, seigneur de La Faye, marié à Anne Hérault :
  - Jean-Élie Leriget de la Faye s'est marié, en 1708, avec la Demoiselle Marie le Gras, fille de François le Gras, seigneur de Luart, d'une ancienne famille de robe : 
    - Il n'a eu qu'un fils de son mariage, Jean-François Leriget de La Faye, seigneur de Condé, Sacconnay, Courthesy, Savigny, Beaune, Selles, Monthurel, Pargny, Montigny, This, Neuville, Houdisy, des Loges, etc. Secrétaire du Cabinet du roi, puis colonel du régiment Royal-Comtois. Il est mort de ses blessures pendant le siège de Gênes, le 21 mai 1747. Il s'était marié par contrat du 24 août 1739 Marguerite Charlotte Pape de Saint-Auban, fille de Guy Antoine Pape, marquis de Saint-Auban.

  - Jean-François Leriget de La Faye.

## Distinction
- Chevalier de Saint-Louis par lettres du 17 mars 1711.

## Publications dans "Histoire et Mémoires de l'Académie royale des sciences"
- Sur les pierres de Florence, dans Histoire de l'Académie royale des sciences - Année 1717, Imprimerie royale, Paris, 1719, p. 1-3 (lire en ligne)
- Description d'une machine pour élever les eaux, dans Mémoires de l'Académie royale des sciences - Année 1717, Imprimerie royale, Paris, 1719, p. 67-72 et planche (lire en ligne)